# Zevs
Zevs (1977) é um artista de rua francês. Seus trabalhos já foram expostos no Gliptoteca Ny Carlsberg, em Copenhagem.